# Carl Haunold
Carl Franz Emanuel Haunold, také Karl (29. března 1832 Vídeň – 7. července 1911 Vídeň) byl rakouský malíř a libretista.

## Životopis
Studoval od roku 1846 na Akademii výtvarných umění ve Vídni (Franz Steinfeld, Johann Ender). Studia přerušil v revolučním roce 1848. V letech 1854-1862 se stal studentem Antona Hansche. Procestoval rakouské Alpy a podnikl studijní cesty do Itálie, Uherska a Německa. V roce 1861 byl jedním ze spoluzakladatelů "Společnosti výtvarných umělců Rakouska (Gesellschaft bildender Künstler Österreichs)", avšak v roce 1879 rezignoval poté, co byl jeho obraz odmítnut. V roce 1891 založil Robert Scheffer malířskou školu a Haunold byl pověřen, aby vedl malířské kurzy.

## Dílo
Od začátku se specializoval na krajinomalbu. V roce 1856 poprvé vystavoval se spolkem Künstlerverein (Partie bei Heiligenblut in Kärnthen). V rakouském oddělení na Světové výstavě ve Vídni v roce 1873 byl zastoupen dvěma obrazy z Korutan (Ruine Petersberg in Kärnten, Ruine Lavant in Kärnten).
Jeho náměty byla rakouská a bavorská alpská krajina, kterou zobrazoval v četných převážně malých formátech. Charakteristickým rysem jeho malby je zachycení jasného slunečního světla v otevřené krajině.
Mimo malbu je známý, jako autor vtipných námětů a hudebních her pro výroční večery vídeňského Pánského Pěveckého sdružení. Mimo jiné napsal libreta k operetě Růžová zahrada Aggstein a zpěvohře Královna Zima.

### Známá díla
- Lesní studie (60. léta), Národní galerie v Praze, odkaz Josefa Hlávky
- Studie podmračené krajiny (70. léta), Národní galerie v Praze, odkaz Josefa Hlávky

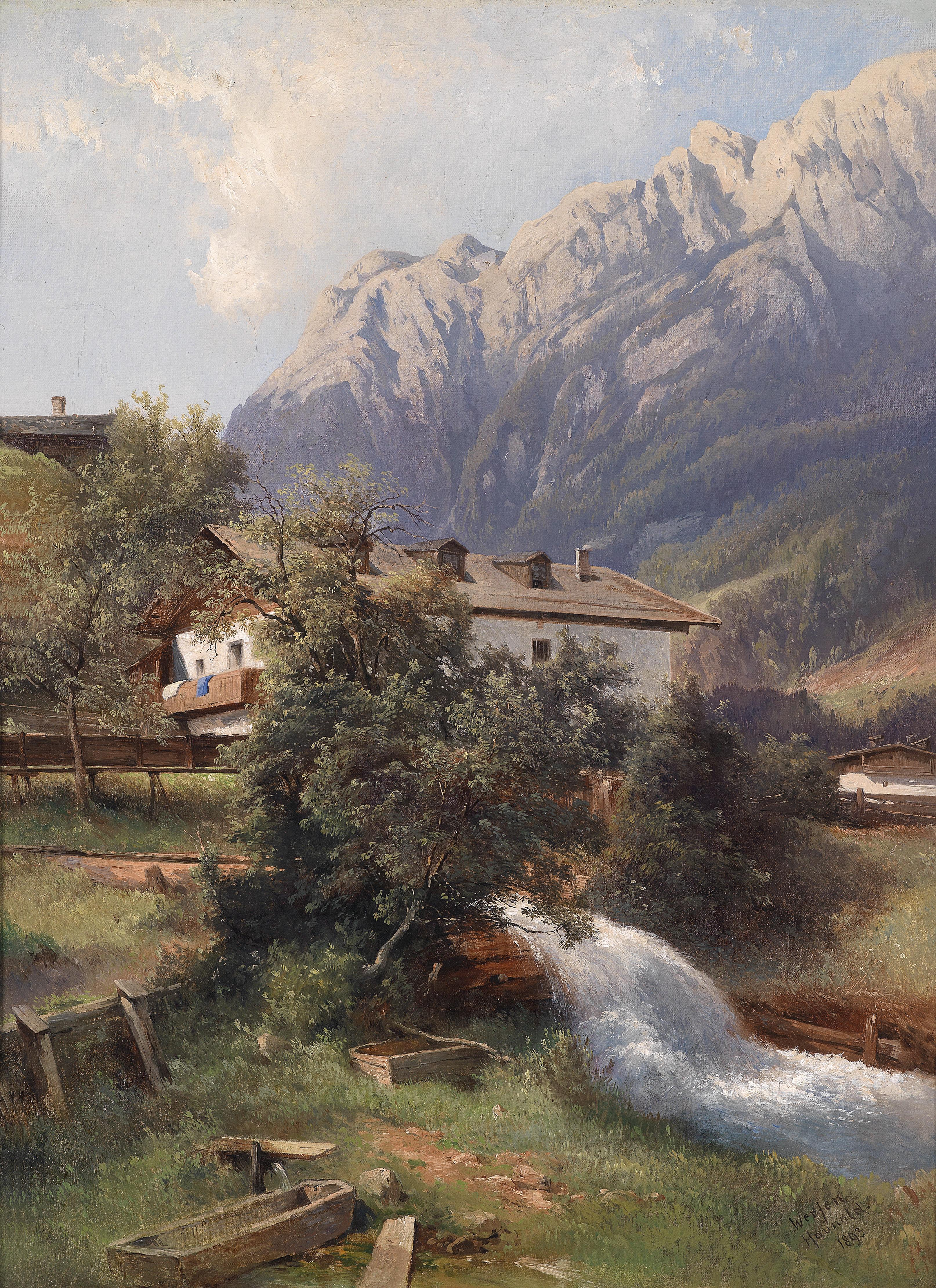
Motiv z okolí Werfen, 1893
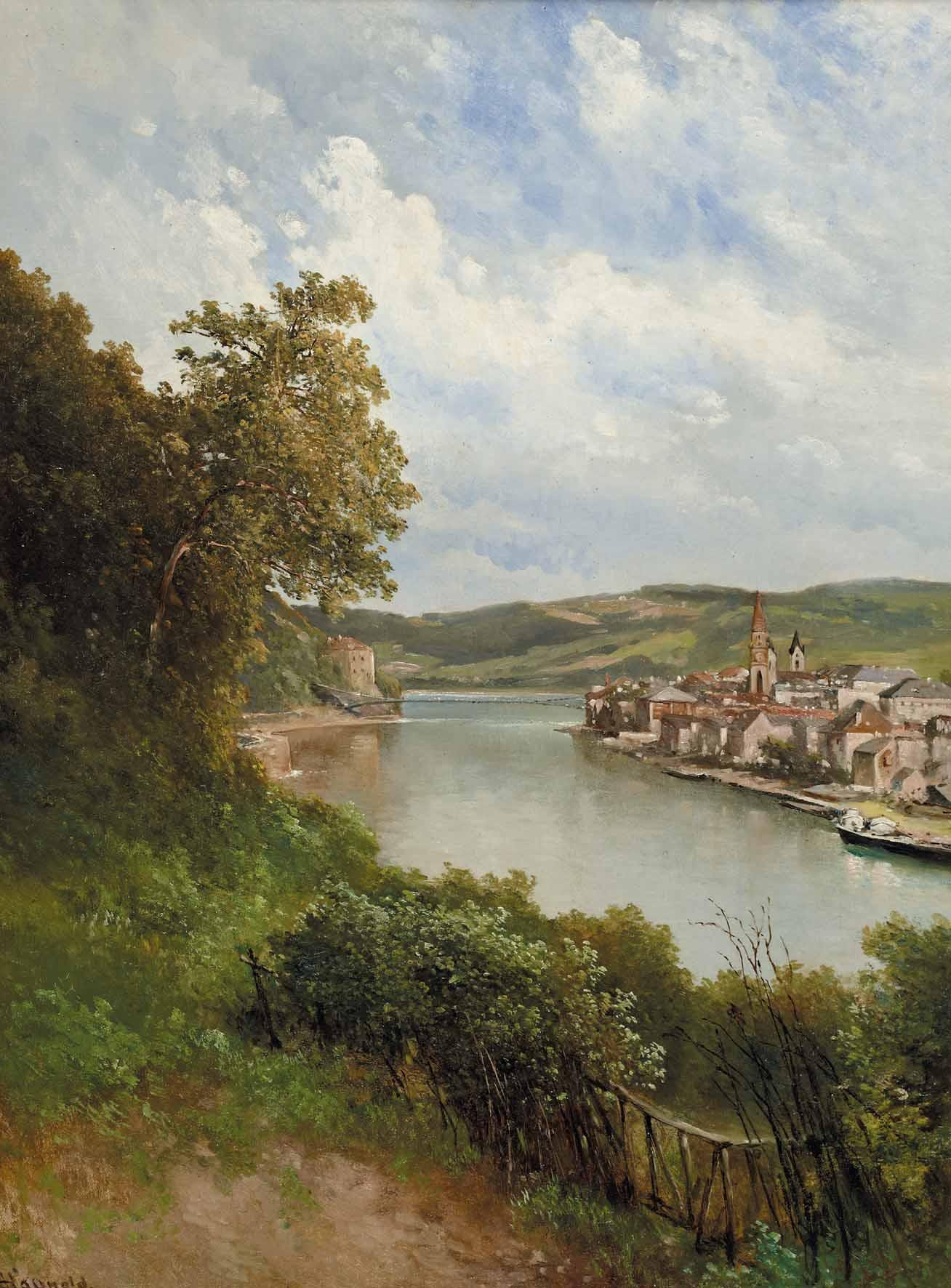
Pohled na Pasov, kol. 1911
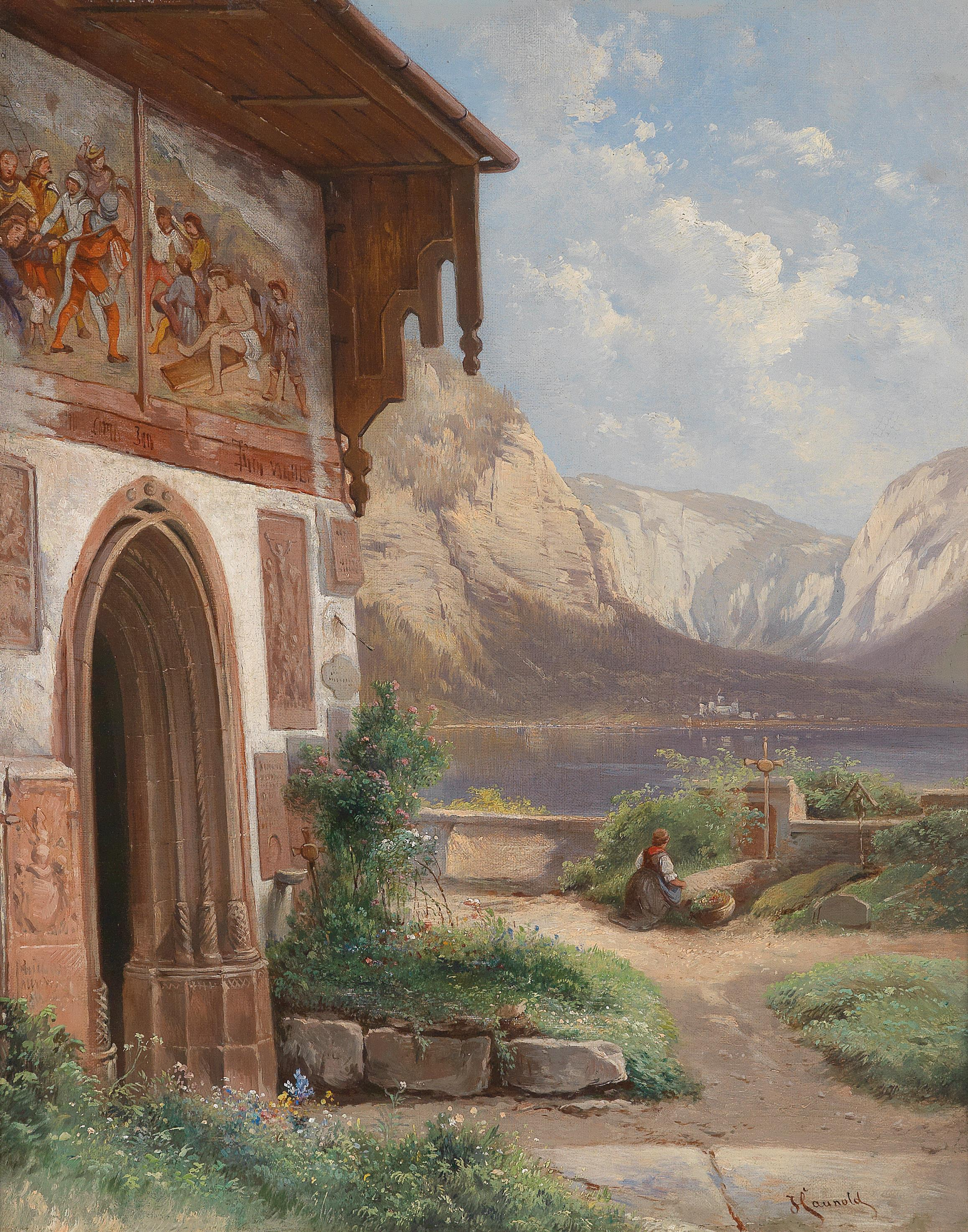
Pohled na Hallstätter Friedhof, kol. 1911
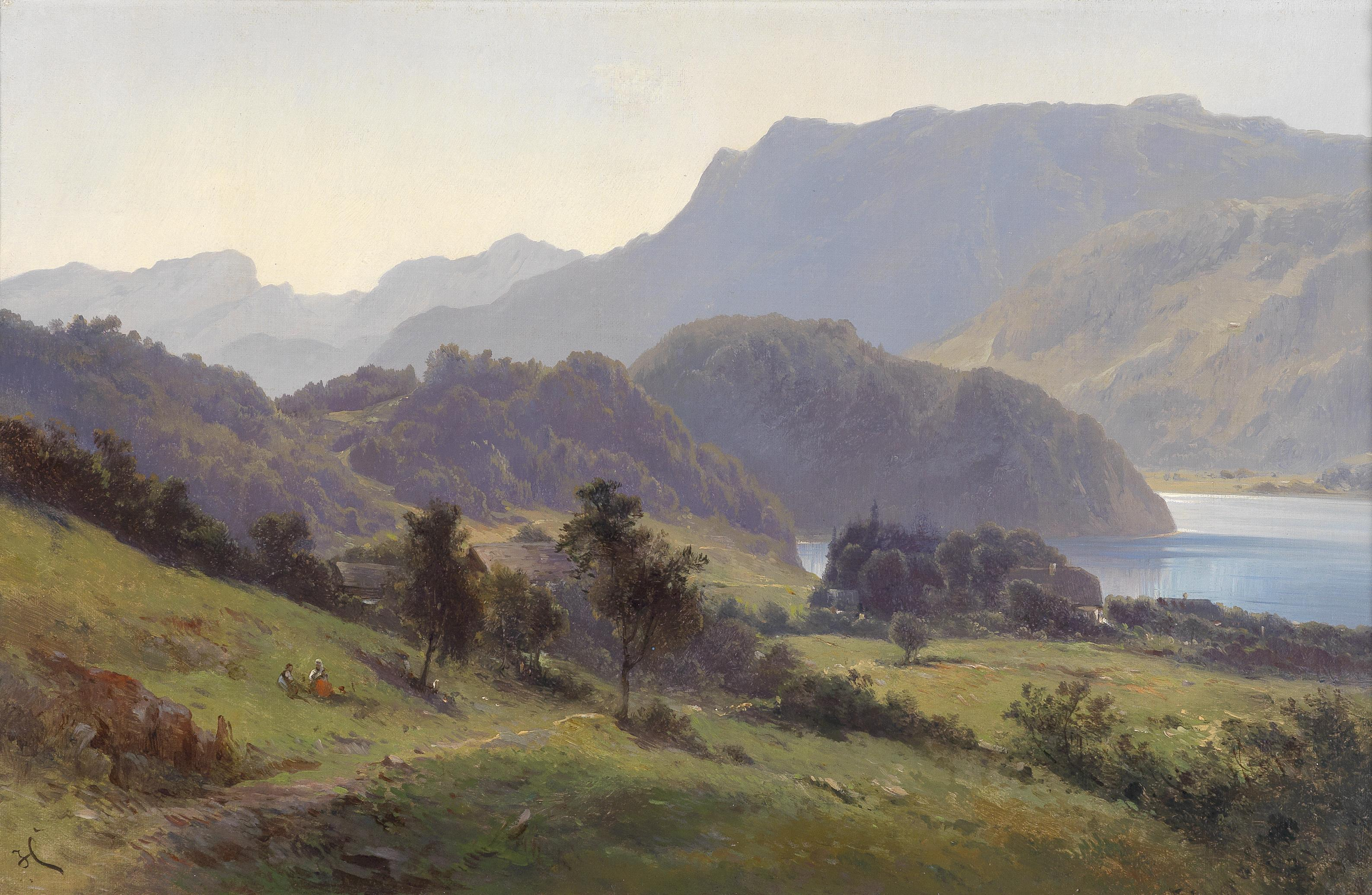
Na Wolfgangsee, kol. 1911
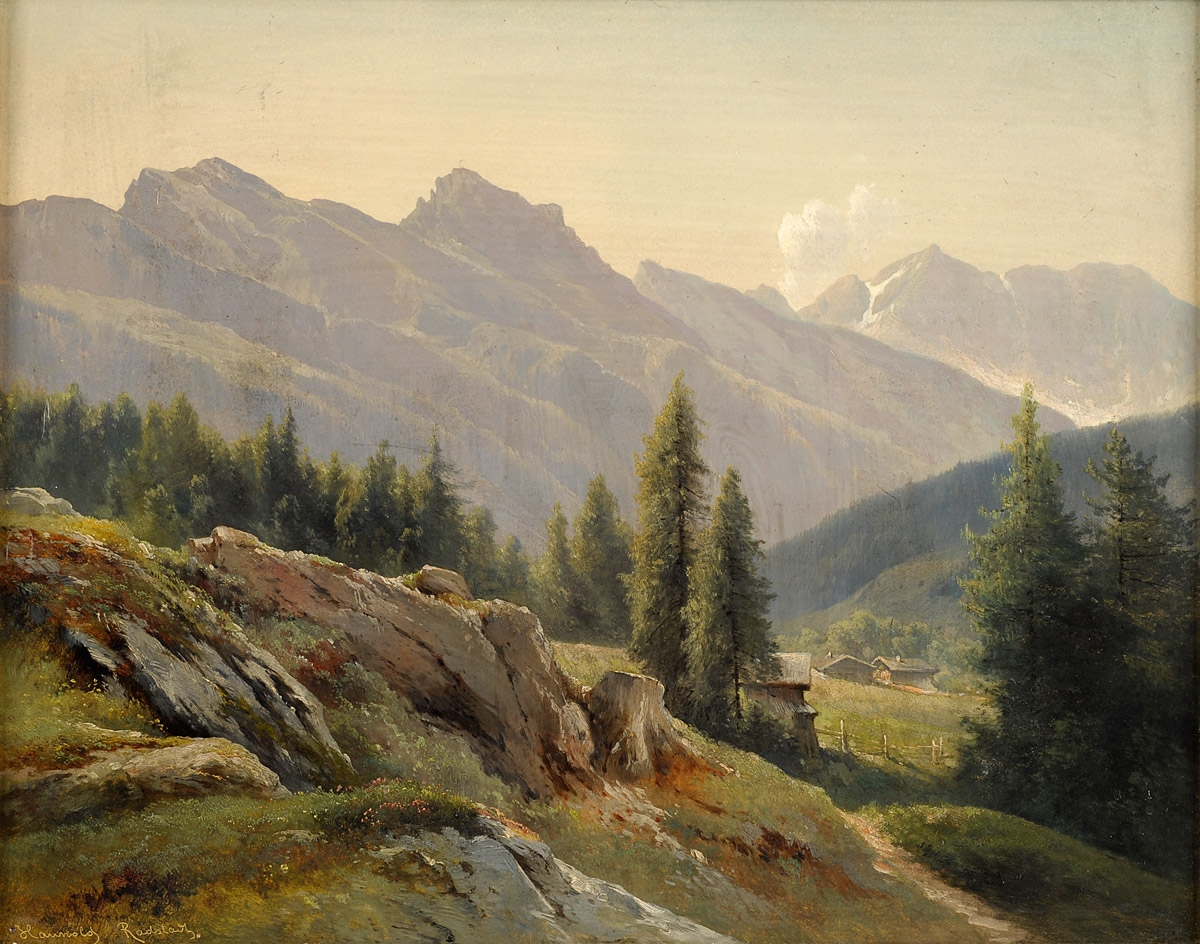
Radstadt, Salcbursko, kol. 1911